# Gergő Kis
Gergő Kis (Tapolca, 19 gennaio 1988) è un nuotatore ungherese.
Ha vinto il titolo europeo negli 800 m sl agli Europei 2008 di Eindhoven. Ha anche partecipato alle Olimpiadi 2004 di Atene nei 1500 m sl, non riuscendo però a qualificarsi per la finale.

## Palmarès
- Mondiali

Shanghai 2011: bronzo negli 800m sl e nei 1500m sl.
- Europei

Eindhoven 2008: oro negli 800m sl.
Budapest 2010: bronzo nei 400m sl.
Debrecen 2012: oro negli 800m sl, argento nei 400m sl e nei 1500m sl e bronzo nella 4x200m sl.
- Europei in vasca corta

Debrecen 2007: argento nei 1500m sl e bronzo nei 400m sl.
Fiume 2008: argento nei 400m misti.
- Europei giovanili

Budapest 2005: oro nei 200m farfalla, argento nei 1500m sl e nei 400m misti.
Palma di Maiorca 2006: oro nei 200m misti e nei 400m misti e argento nei 200m farfalla.